# Chiretolpis woodlarkiana
Chiretolpis woodlarkiana är en fjärilsart som beskrevs av Rothschild och Jordan 1901. Chiretolpis woodlarkiana ingår i släktet Chiretolpis och familjen björnspinnare. Inga underarter finns listade i Catalogue of Life.